# Judo-Weltmeisterschaften 1956
Die 1. Judo-Weltmeisterschaften 1956 fanden am 3. Mai in Tokio, Japan statt. Es nahmen 31 Judoka aus 21 Staaten teil.

## Ergebnisse

### Männer
| Gewichtsklasse | Gold            | Silber               | Bronze                       |
| -------------- | --------------- | -------------------- | ---------------------------- |
| Offene Klasse  | Shōkichi Natsui | Yoshihiko Yoshimatsu | Henri Courtine Anton Geesink |

## Medaillenspiegel
| Rang | Land        | Gold | Silber | Bronze | Gesamt |
| ---- | ----------- | ---- | ------ | ------ | ------ |
| 1    | Japan       | 1    | 1      | –      | 2      |
| 2    | Frankreich  | –    | –      | 1      | 1      |
| 2    | Niederlande | –    | –      | 1      | 1      |
|      | Total       | 1    | 1      | 2      | 4      |